# Pichia pastoris
Pichia pastoris è una specie di lievito metilotrofico largamente impiegato per la produzione di proteine tramite l'uso delle tecniche del DNA ricombinante. Per questo motivo è molto sfruttato in ricerche biochimiche e genetiche in ambito accademico ma anche in industrie biotecnologiche.

## Pichia pastoriscome sistema di espressione
Pichia pastoris viene frequentemente adoperata come un sistema di espressione per la produzione di proteine. Un buon numero di caratteristiche la rendono particolarmente adatta per questo compito, ad esempio possiede un alto tasso di crescita anche su un terreni semplici ed economici. Inoltre P. pastoris riesce a crescere sia in beuta, sia in fermentatore, il che la rende utile sia su piccola che su larga scala.
Pichia pastoris è dotata di due geni per alcol ossidasi, AOX1 e AOX2, i quali hanno un promotore forte inducibile. Questi due geni sfruttano il metanolo come fonte di carbonio e fonte energetica; sono attivati dal metanolo stesso e repressi da zuccheri come ad esempio il glucosio. Normalmente il gene ricombinante viene inserito sotto il controllo del promotore di AOX1, il che significa che la produzione di proteina può essere indotta addizionando metanolo. In un diffuso vettore d'espressione, il prodotto è una proteina di fusione con un segnale di secrezione del fattore α-mating, derivante da Saccharomyces cerevisiae (il lievito per panificazione). Questo permette alla proteina di essere secreta nel terreno di coltura, facilitando così la successiva purificazione. Esistono in commercio dei plasmidi dotati di queste caratteristiche, ad esempio il vettore pPICZα.

## Produzione bioterapeutica
Pichia pastoris è adoperata per la produzione di oltre 500 farmaci biologici, come ad esempio l'interferone gamma. Tuttavia uno svantaggio relativo al sistema d'espressione di questa proteina è l'eccessiva glicosilazione con numerose strutture di mannosio, le quali possono causare una potenziale immunogenicità.

## Paragone con altri sistemi di espressione
Nella biologia molecolare standard, l'organismo maggiormente adoperato per la produzione di proteine a partire da DNA ricombinante è il batterio Escherichia coli; questa scelta dipende dalla sua capacità di crescita altamente rapida, una buona resa proteica e minime richieste di elementi nutritivi. La produzione in E. coli è generalmente più rapida rispetto a P. pastoris per varie ragioni: le cellule di E. coli rese competenti possono essere conservate congelate e possono essere scongelate poco prima dell'uso, al contrario P. pastoris necessita di varie generazioni prima dell'uso. Le rese di espressione in Pichia variano largamente a seconda dei cloni selezionati, per cui è necessario effettuare screening su un gran numero di cloni prima di riuscire a selezionare un buon produttore.
La tempistica adatta ad ottenere una induzione ottimale in Pichia è generalmente nell'ordine dei giorni, mentre E. coli necessita solo di poche ore per raggiungere le condizioni ottimali di resa. Quello che rende, invece, Pichia preferibile rispetto ad E. coli è la sua capacità di glicosilare le proteine e generare dei ponti disolfuro. Questo significa che in casi in cui sono necessari bisolfiti, il batterio potrebbe produrre proteine con la scorretta organizzazione tridimensionale, ovvero solitamente inattiva o insolubile.
Il noto Saccharomyces cerevisiae (lievito per la panificazione) è anche adoperabile come sistema di espressione con una serie di vantaggi rispetto a E. coli analoghi a quanto appena visto per Pichia. Tuttavia Pichia è dotata di due peculiarità importanti rispetto al lievito:
In primo luogo, Pichia essendo un metilotrofo, ovvero è in grado di crescere mediante metanolo come unica fonte energetica, può facilmente crescere in sospensioni cellulari dotati di una soluzione di metanolo ragionevolmente concentrato, tale per cui la maggior parte dei microrganismi viene eliminata, mantenendo bassi i costi di set up e manutenzione.
In secondo luogo, Pichia cresce con densità cellulari molto elevate, per cui in condizioni ideali è in grado di moltiplicarsi al punto da rendere la soluzione densa quanto una specie di colla. Poiché la resa proteica dall'espressione in un microbo è all'incirca eguale al prodotto tra la quantità di proteina per cellula e il numero di cellule, Pichia risulta essere di grande importanza quando sono necessarie produzioni di elevate quantità di proteina senza un apparato strumentale troppo dispendioso.
Paragonata ad altri sistemi di espressione, come ad esempio le cellule S2 di Drosophila melanogaster o le cellule di ovario di criceto cinese (o CHO - Chinese Hamster Ovary cells), Pichia generalmente offre rese migliori. Linee cellulari da organismi multicellulari in linea di massima richiedono sempre un terreno complesso, comprendente di amminoacidi, vitamine e fattori di trascrizione. L'uso di questi terreni aumentano considerevolmente i costi di produzione per proteine ricombinanti. In aggiunta, dal momento che Pichia riesce a cresce in terreni contenenti solo una fonte di carbonio ed una di azoto, è adatta per applicazioni con marcatura isotopica (ad esempio NMR proteico). 
Paragonata ad altri sistemi di espressione, come ad esempio le cellule S2 di Drosophila melanogaster o le cellule di ovario di criceto cinese (o CHO - Chinese Hamster Ovary cells), Pichia generalmente offre rese migliori. Linee cellulari da organismi multicellulari in linea di massima richiedono sempre un terreno complesso, comprendente di amminoacidi, vitamine e fattori di trascrizione. L'uso di questi terreni aumentano considerevolmente i costi di produzione per proteine ricombinanti. In aggiunta, dal momento che Pichia riesce a cresce in terreni contenenti solo una fonte di carbonio ed una di azoto, è adatta per applicazioni con marcatura isotopica (ad esempio NMR proteico). 
Tuttavia molte proteine richiedono l'attività di chaperonine per una organizzazione strutturale corretta di cui Pichia ne è sprovvista. Nel 2006 un gruppo di ricerca è riuscita a creare un ceppo in grado di produrre eritropoietina nella sua forma glicosilata. Questo risultato è stato raggiunto scambiando gli enzimi responsabili della glicosilazione di tipo fungino con quelli di mammifero. In questo modo, la via di glicosilazione alterata ha permesso alla proteina di essere completamente funzionale.

## Pichia pastoriscome organismo modello
Un altro vantaggio di Pichia pastoris è la sua similarità con il più noto Saccharomyces cerevisiae (anche conosciuto come lievito per panificazione). Queste due specie di lievito (Pichia e Saccharomyces) hanno condizioni di crescita molto simili così come le loro tolleranze nutritive, per cui la coltura di Pichia pastoris può essere attuata facilmente dai laboratori anche privi di specialisti o equipaggiamenti specifici.
Il genoma del ceppo GS115 di Pichia pastoris è stato totalmente sequenziato dal Flanders Institute for Biotechnology (VIB) e dall'Università di Gand (Ghent University - UGent) e pubblicato nella rivista Nature Biotechnology. La sequenza del genoma e l'annotazione funzionale dei geni possono essere visualizzati attraverso il sistema ORCAE.